# Успеновка (Одесская область)
Успеновка (укр. Успенівка) — село, относится к Саратскому району Одесской области Украины.
Успеновка — село, центр сельского Совета, расположено на берегах реки Каплань (левый приток Хаджидера), в 28 км от районного центра, в 18 км от железнодорожной станции Кулевча, в 7 км от автодороги Одесса — Болград. Дворов — 1007, населения— 3019 человек. Сельсовету подчинено село Камышевка-Первая.
Население по переписи 2001 года составляло 2203 человека. Почтовый индекс — 68242. Телефонный код — 4848. Занимает площадь 2,5 км². Код КОАТУУ — 5124586801.
В селе есть средняя школа, в которой обучаются около 300 учеников, дом культуры с залом на 400 мест, две библиотеки с книжным фондом 26 тыс. экземпляров; фельдшерско-акушерский пункт, детский сад, около десяти магазинов, швейная мастерская, столовая, отделение связи, строится новый храм «Успения Пресвятой Богородицы». В селе проложено 15 км водопровода, разбит парк.
На сегодняшний день в с. Успеновка функционирует аграрное предприятие ООО «Успеновское», а также несколько фермерских хозяйств. Село неоднократно занимало лидирующие позиции по сбору урожая зерновых в Саратском районе.

## История
Село основано в 1804 году переселенцами из Орловской губернии. В годы первой русской революции (1905—1907) в селе действовала социал-демократическая

На территории Успеновки была размещена центральная усадьба колхоза «Росія», за которым закреплено 8,1 тыс. та сельскохозяйственных угодий, в том числе 6,2 тыс. га пахотной земли. Хозяйство специализировалось на производстве зерна, молока и яиц. За трудовые успехи 90 колхозников были награждены орденами и медалями СССР, в том числе орденом Октябрьской Революции — свинарка Ф. Ф. Берисанова и скотник Н. Н. Краснощеков (теперь — на пенсии) и бригадир И. И. Лопухов.
В годы Великой Отечественной войны 612 жителей села сражались с врагом на фронтах, 356 из них награждены орденами и медалями СССР, 235 человек погибли в борьбе с фашизмом. В их честь в селе установлен памятник.
Вблизи села Камышевки-Первой обнаружены следы поселения первых веков нашей эры.

## Местный совет
68242, Одесская обл., Саратский р-н, с. Успеновка, ул. Кишинёвская, 73